# Акт о статистике
Акт о статистике (англ. Statistics Act) — закон, изданный канадским правительством в 1918 году, учредивший Бюро статистики Доминиона (англ. Dominion Bureau of Statistics), которое с 1971 года носит название Статистическая служба Канады (англ.  Statistics Canada).
Последний раз акт пересматривался в 1985 году.
Акт о статистике даёт статистической службе Канады право «собирать, обрабатывать, анализировать, обобщать и публиковать информацию, относящуюся к коммерческой, промышленной, социальной, финансовой, экономической и общей деятельности и условиям людей в стране» .
Чтобы сбалансировать возможности бюро по сбору информации, акт учреждает требования к агентству по защите конфиденциальности респондентов. Закон даёт формальные обязательства, что информация, предоставленная респондентами никогда не будет открыта или передана в чьи-либо руки в той форме, которая бы позволила идентифицировать респондентов.

## Законные требования
Граждане, которые отказываются участвовать в предоставлении информации, или предоставляют ложную информацию, подпадают под действие акта о статистике (пп.30, 31, 32) и могут быть оштрафованы на сумму до 1000 долларов, посажены в тюрьму на срок до шести месяцев, или получить оба эти наказания.

### Добровольное анкетирование
Министерство может разрешить статистическому бюро получать информацию, отличную от той, которая необходима для переписи населения, на добровольной основе. Предоставление подобной информации не попадает под действие п.31 акта о статистике и является добровольным 
The Minister may, by order, authorize the obtaining, for a particular purpose, of information, other than information for a census of population or agriculture, on a voluntary basis, but where such information is requested section 31 does not apply in respect of a refusal or neglect to furnish the information. 1980-81-82-83, c. 47, s. 41.

### Конфиденциальность информации
Другие законы, которые имеют отношение к акту о статистике:
- Акт о доступе к информации (англ. Access to Information Act) 1983 года, предназначен для определения права доступа к информации под контролем правительства [2].

The purpose of this Act is to extend the present laws of Canada to provide a right of access to information in records under the control of a government institution in accordance with the principles that government information should be available to the public, that necessary exceptions to the right of access should be limited and specific and that decisions on the disclosure of government information should be reviewed independently of government.
- Акт о персональной информации (англ. Privacy Act) 1983 года, который устанавливает для федерального правительства правила работы с персональной информацией [3].

The purpose of this Act is to extend the present laws of Canada that protect the privacy of individuals with respect to personal information about themselves held by a government institution and that provide individuals with a right of access to that information.

## Разрешение на публикацию данных
После многих лет дискуссий, изучения мнения экспертов, дебатов (частная информация и интересы историков) и двух более ранних попыток в 2005 году был подписан Акт об улучшении акта о статистике (англ. An Act to Amend the Statistics Act). По этому документу разрешается публиковать всю персональную информацию, полученную при переписи населения с 1911 года по 2001 год включительно через 92 года после переписи. В дополнение, начиная с переписи 2006 года, канадцы могут дать согласие на публикацию своих персональных данных через 92 года .